# Precious Lara Quigaman
 Precious Lara San Agustin Quigaman (sinh 3 tháng 1 năm 1983 ở Tanguig,Philippines) là người giữ vương miện hoa hậu Quốc tế 2005, cuộc thi được tổ chức tại Tokyo, Nhật Bản. Cô là người Philippines thứ tư giành được danh hiệu cao quý này sau Gemma Cruz năm 1964, Aurora McKenny Pijuan năm 1970 và Melanie Marquez năm 1979. Trước đó,Cô đã đoạt danh hiệu Hoa hậu quốc tế Philippines 2005.

## Tiểu sử
Precious Quigaman là con cả trong một gia đình gồm bốn người con có bố là ông Nelson Quigaman và mẹ là Princesita San Agustin,làm nghề y tá. Dù sống chủ yếu ở Bristol, Vương quốc Anh nhưng cô sinh ra ở Manila, Philippines, lớn lên ở Biñan, tỉnh Laguna, và Bahrain, nơi bố cô làm việc. 5 năm sau đó, cô trở về Biñan và hoàn thành chương trình phổ thông trung học ở trường Consolacion. Trước khi chuyển đến Bahrain, cô đã học 2 năm ở đại học Santo Tomas, Manila. Tại Anh, cô theo học ngành truyền thông và văn hóa thông tin ở trường cao đẳng Filton. Ngoài ra, Precious Quigaman cũng đã hoàn thành bằng cử nhân về trẻ em và thanh niên học ở trường đại học Bristol.

## Hoa hậu quốc tế 2005
Ngày 19 tháng 3 năm 2005, Precious Quigaman về thứ ba tại cuộc thi hoa hậu Philippines 2005 và giành quyền đại diện nước nhà tham gia hoa hậu quốc tế 2005 được tổ chức tại Tokyo, Nhật Bản tháng 9 cùng năm.
Dù chỉ về thứ ba tại cuộc thi quốc gia, cô lại là hoa hậu Philippines thành công nhất năm đó. Đêm 26 tháng 9 năm 2005, sau hơn 3 tuần căng thẳng cuộc thi hoa hậu Quốc tế 2005 đã kết thúc tốt đẹp với việc vương miện thuộc về Precious Quigaman, chiến thắng đầu tiên của Philippines tại cuộc thi này kể từ sau năm 1979. Danh hiệu quan trọng này cũng giúp Philippines trở thành một trong hai quốc gia thành công nhất trong các lần tổ chức hoa hậu quốc tế cùng Venezuela, với 5 lần đăng quang.
Không giống các quốc gia khác như Hoa Kỳ hay Nhật Bản, sau khi giành được danh hiệu quốc tế trên, cô vẫn có quyền giữ danh hiệu hoa hậu quốc gia.

## Sự nghiệp
Với việc trở thành hoa hậu quốc tế 2005, Precious Quigaman đã được bầu chọn là Nhân vật của năm 2005 tại Philippines. Sau đó, cô tiếp tục làm công việc người mẫu ảnh bìa cho rất nhiều tạp chí có tiếng trên thế giới và tham gia một số bộ phim của Philippines. Cô cũng xuất hiện trên rất nhiều chương trình truyền hình tại Philippines với tư cách là người dẫn chương trình lẫn khách mời.